# 哈米德·伯克琴
哈米德·伯克琴（土耳其語：Hamide Bıkçın，1978年1月24日—），土耳其女子跆拳道运动员。她曾代表土耳其参加2000年夏季奥林匹克运动会跆拳道比赛，获得女子57公斤级铜牌。